# Rostock
Rostock kikötő-, egykori Hanza-város Németország északi részén, a Balti-tenger partján; Mecklenburg-Elő-Pomeránia szövetségi állam legnagyobb városa.

## Fekvése
A Balti-tenger partján, Berlintől északnyugatra fekvő település.

## Éghajlata
| Hónap                         | Jan. | Feb. | Már. | Ápr. | Máj. | Jún. | Júl. | Aug. | Szep. | Okt. | Nov. | Dec. | Év   |
| ----------------------------- | ---- | ---- | ---- | ---- | ---- | ---- | ---- | ---- | ----- | ---- | ---- | ---- | ---- |
| Átlagos max. hőmérséklet (°C) | 3,4  | 3,9  | 7,1  | 11,6 | 16,3 | 18,1 | 21,8 | 21,7 | 18,0  | 13,1 | 7,7  | 4,2  | 12,3 |
| Átlagos min. hőmérséklet (°C) | −0,7 | −0,4 | 1,6  | 4,7  | 8,8  | 12,2 | 14,6 | 14,6 | 11,6  | 7,5  | 3,4  | 0,3  | 6,6  |
| Átl. csapadékmennyiség (mm)   | 48   | 37   | 42   | 35   | 53   | 70   | 62   | 67   | 60    | 46   | 49   | 49   | 616  |
| Havi napsütéses órák száma    | 46   | 66   | 120  | 192  | 258  | 230  | 249  | 220  | 159   | 109  | 54   | 38   | 1740 |
| Forrás: Météo Climat          |      |      |      |      |      |      |      |      |       |      |      |      |      |

| Hónap                        | Jan.  | Feb.  | Már.  | Ápr. | Máj. | Jún. | Júl. | Aug. | Szep. | Okt. | Nov. | Dec.  | Év    |
| ---------------------------- | ----- | ----- | ----- | ---- | ---- | ---- | ---- | ---- | ----- | ---- | ---- | ----- | ----- |
| Rekord max. hőmérséklet (°C) | 12,4  | 17,0  | 22,3  | 29,2 | 29,5 | 32,6 | 33,0 | 34,5 | 29,5  | 24,4 | 19,5 | 15,5  | 34,5  |
| Rekord min. hőmérséklet (°C) | −17,8 | −18,1 | −13,5 | −3,1 | 0,0  | 2,5  | 7,3  | 6,5  | 3,4   | −1,3 | −9,3 | −15,6 | −18,1 |
| Forrás: HKO and NOAA         |       |       |       |      |      |      |      |      |       |      |      |       |       |

## Története

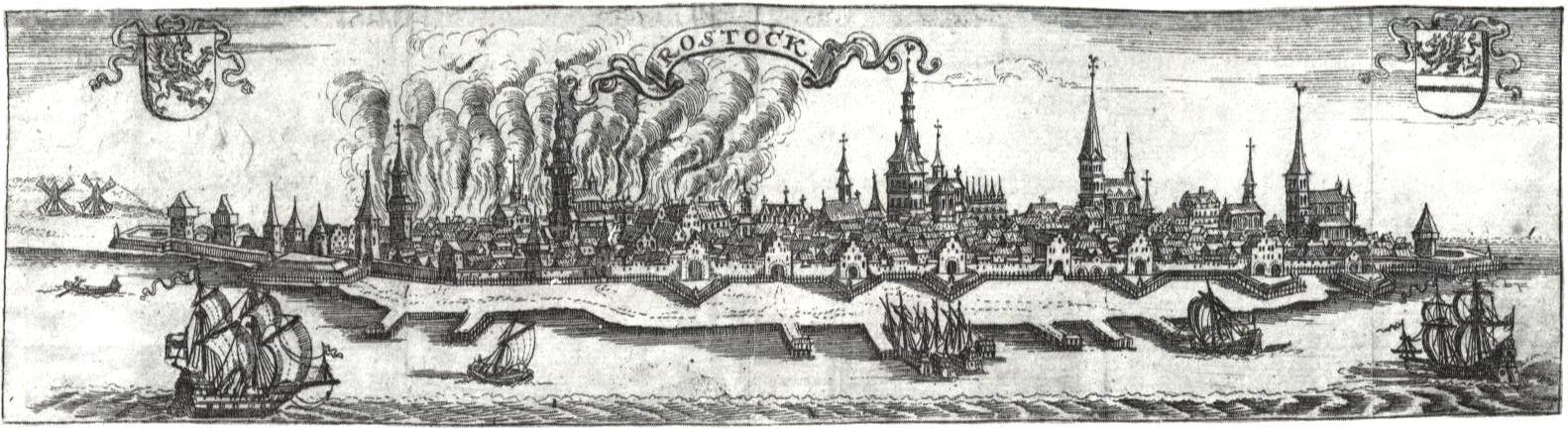
A rostocki várostűz, 1677-ben (Kupferstich, 1678)

Régészeti feltárások alapján a 7. században alapította a nyugati-szláv törzs, az obodriták. A város neve az ősszláv nyelvből származik. Jelentése „a hely, ahol a víz kettéfolyik, különválik”. Rostock 1218-ban kapott városi kiváltságokat.
A város a keleti-tengeri hajózás kiindulópontja lett és ugyanakkor fontos állomás a kelet-nyugati kereskedelmi útvonalon. A 14. és 15. században a hajóépítés, a hajózás, a kereskedelem és a könnyűipar hatalmas fejlődésen ment keresztül. A város mint a Hanza-szövetség tagja a mecklenburgi hercegek hatalmi törekvéseivel is szembe tudott helyezkedni. A közvetítő kereskedelem útján szerzett tőkéjével a korai kapitalizmus bástyája volt; fallal vették körül. A város az építkezések terén sem maradhatott el a többi nagy német város mögött. Gyönyörű templomok és művészi kivitelű városháza mellett Rostockban díszes polgárházak sora épült.
IV. János, V. Albert (Albrecht) mecklenburgi herceg és a rostocki tanács 1419-ben itt alapította meg Észak-Európa legrégebbi egyetemét, mely az első tudományos központ volt a tengerpart vidékén.
A Hanza hanyatlása után Rostock is nehéz századokat élt át. A svédeknek a Harmincéves háború után bevezetett vámeljárása a város kikötői forgalmát érzékenyen érintette. Súlyos volt a helyzet a napóleoni háborúk idején is. A császár csapatai megszállták Rostockot és Warnemündét, és a kikötőben teljes zárlatot rendeltek el, 1806-tól 1813-ig. 1850 és 1880 között a hajózás újabb fénykorát érte meg, de az ezt követő évtizedekben Hamburg és Stettin mögött elmaradt a versenyben.

## Főbb látnivalók
- Piactér (Marktplatz)
- Marienkirche
- Nikolaikirche
- Petri-Kirche
- Egyetemi főépület

## Politika
A városi parlament (Bürgerschaft) 53 képviselője:
(az 53 ülőhely szerint)
- Linke/Partei: 12
- CDU/UFR: 11
- Bündnis 90/Die Grünen: 10
- SPD: 8
- RB/Freie Wähler: 6
- Egyéb: 6

## Városrészek
|  | - Ortsamt Nordwest 1: - 1. Seebad Warnemünde, Diedrichshagen - 2. Markgrafenheide, Hohe Düne, Hinrichshagen, Wiethagen, Torfbrücke - 3. Groß Klein - 4. Schmarl - Ortsamt Nordwest 2: - 5. Lichtenhagen - 6. Lütten Klein - 7. Evershagen - Ortsamt West: - 8. Reutershagen - 9. Hansaviertel - 10. Gartenstadt/Stadtweide - Ortsamt Mitte: - 11. Kröpeliner-Tor-Vorstadt - 12. Südstadt - 13. Biestow - 14. Stadtmitte - 15. Brinckmansdorf - Ortsamt Ost: - 16. Dierkow (Neu) - 17. Dierkow (Ost), Dierkow (West) - 18. Toitenwinkel - 19. Gehlsdorf, Hinrichsdorf, Krummendorf, Nienhagen, Peez, Stuthof, Jürgeshof |

## Galéria

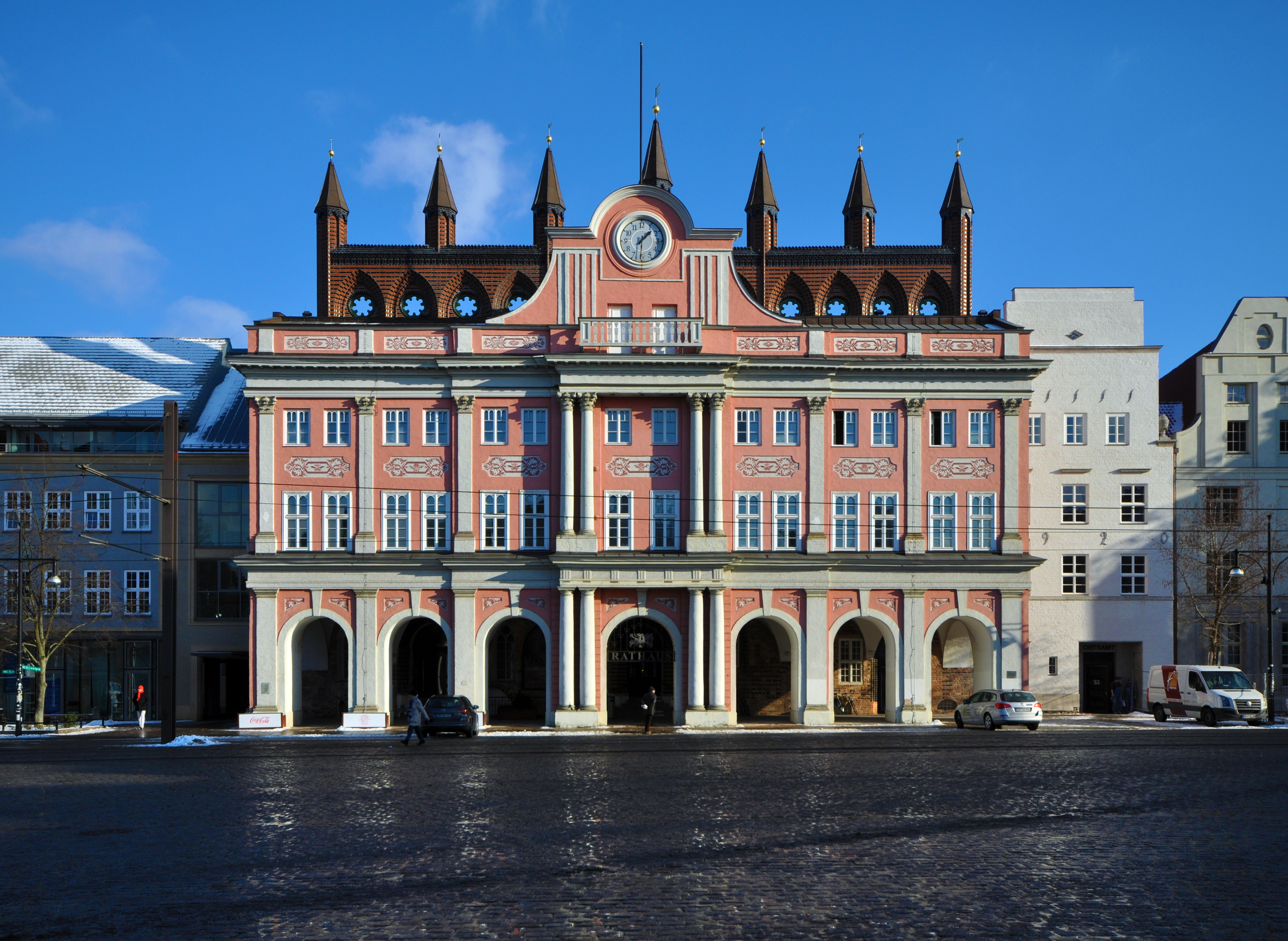
A városháza
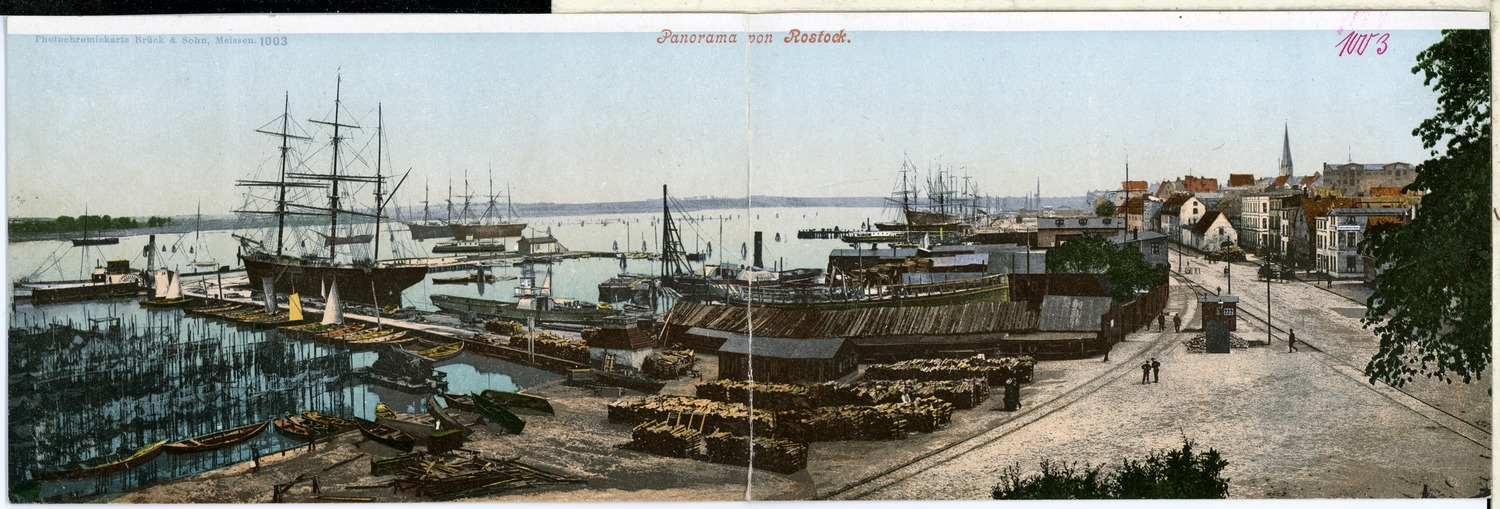
Képeslap 1899-ből, Brück & Sohn kiadó
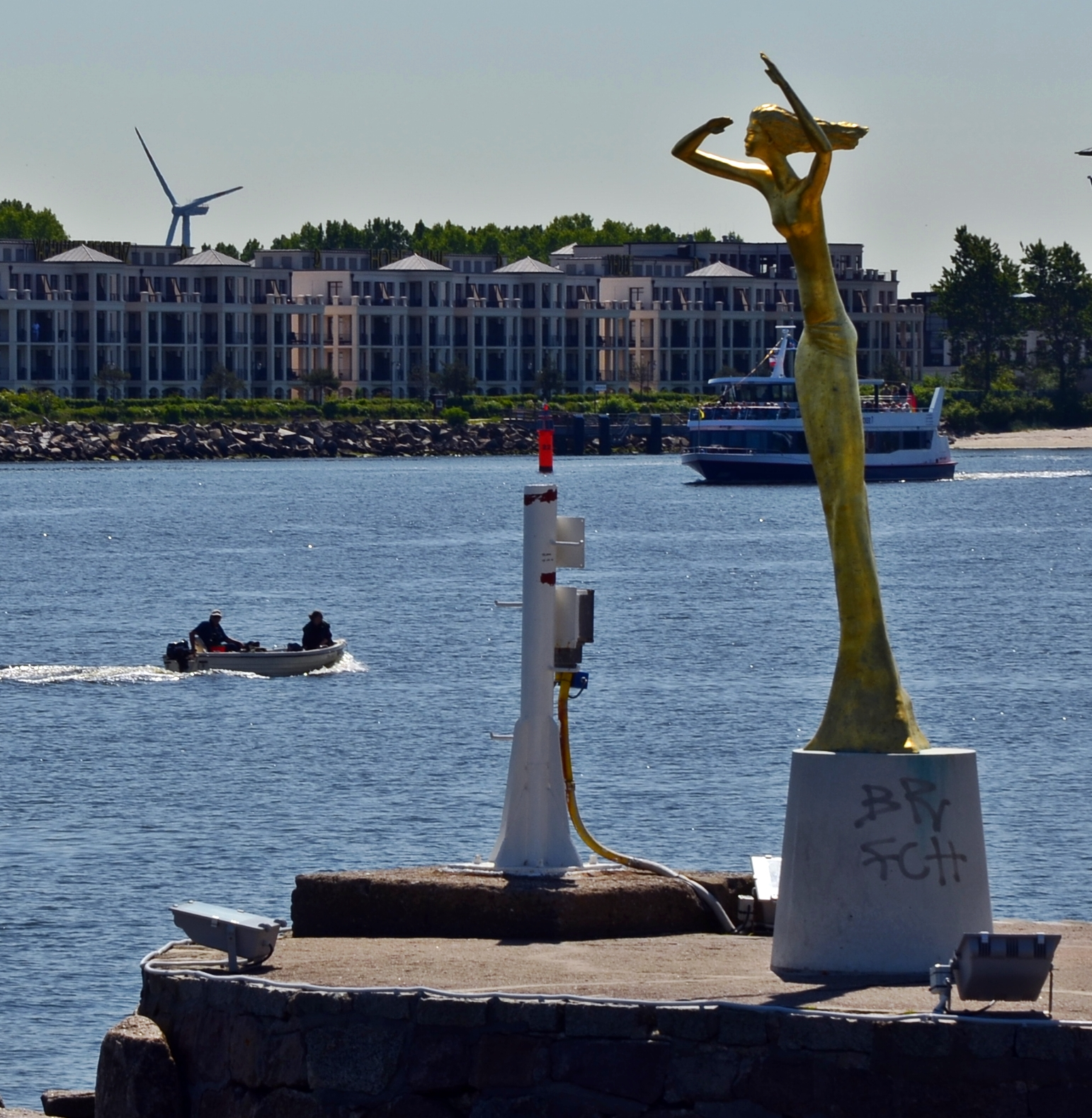
Szobor a kikötő bejáratánál
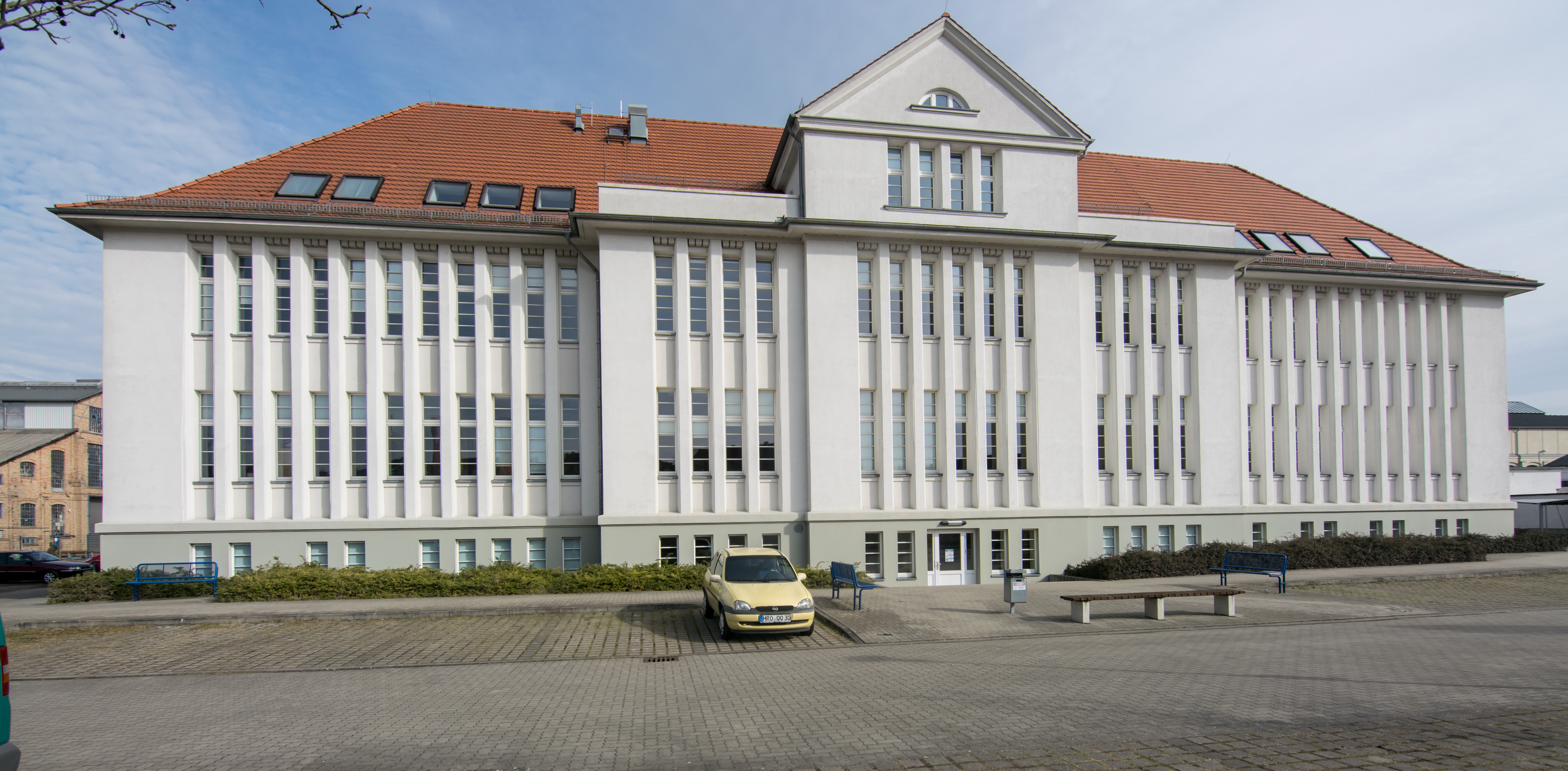
Az Európai Főiskola
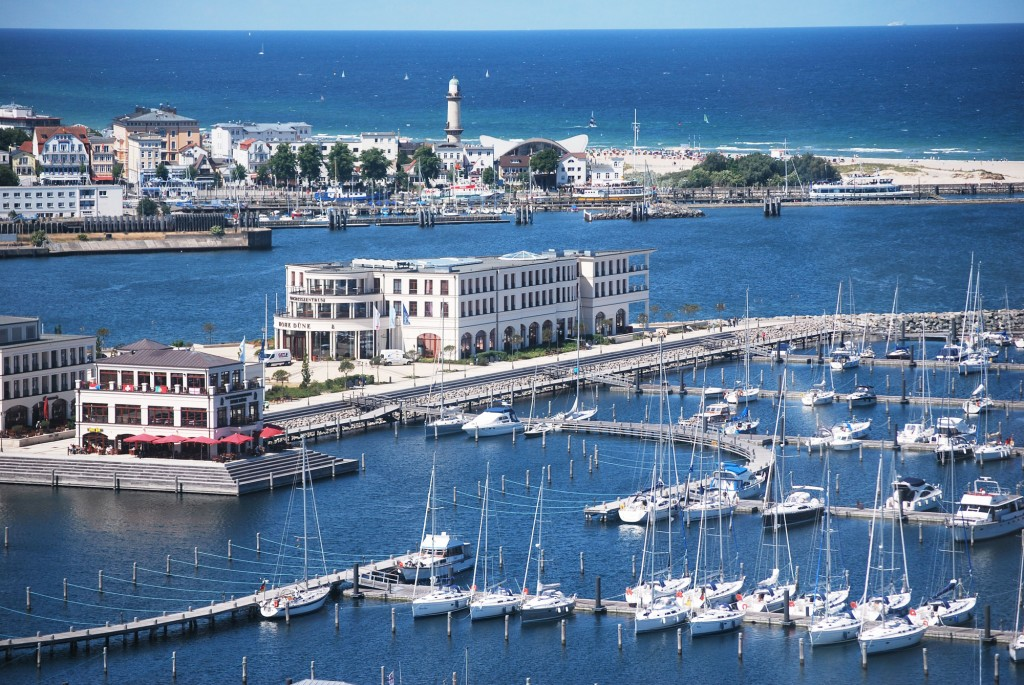
A Hohe Düne, a háttérben Warnemünde
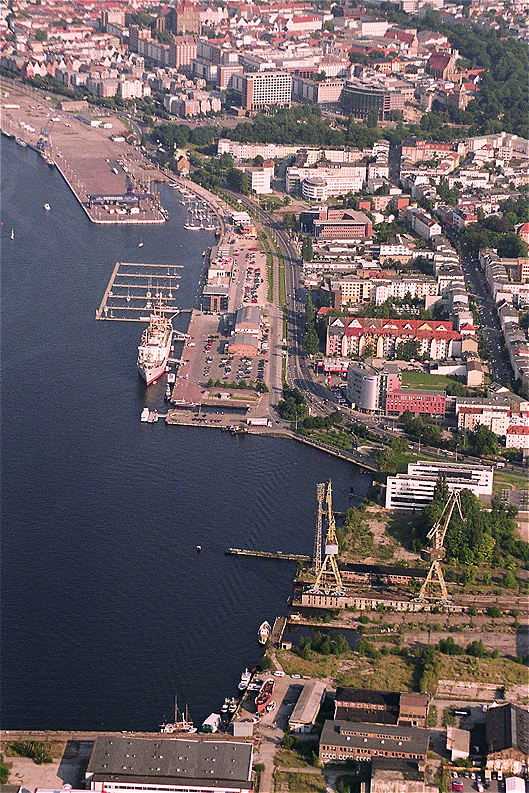
A régi városi kikötő
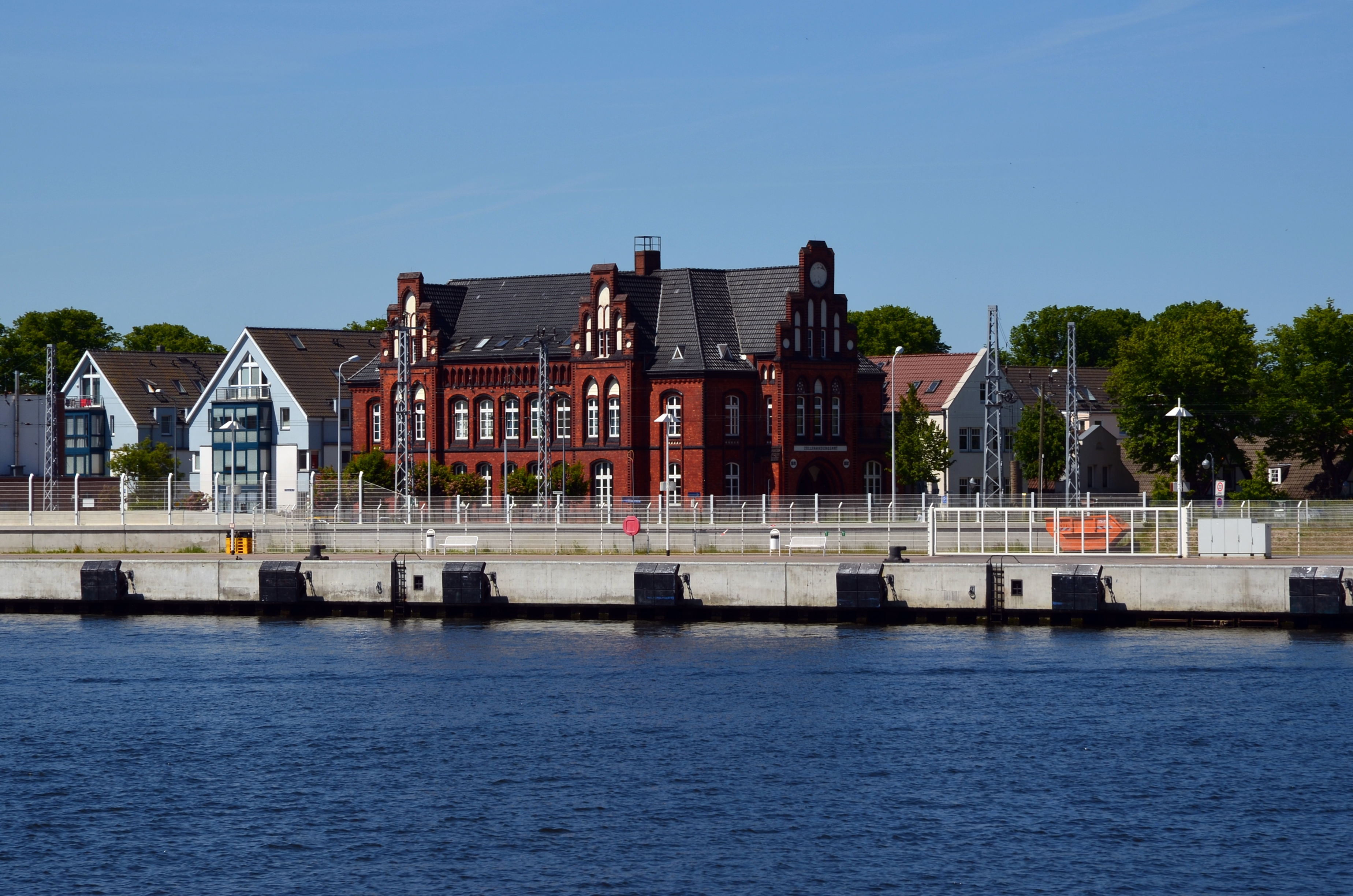
A kikötő
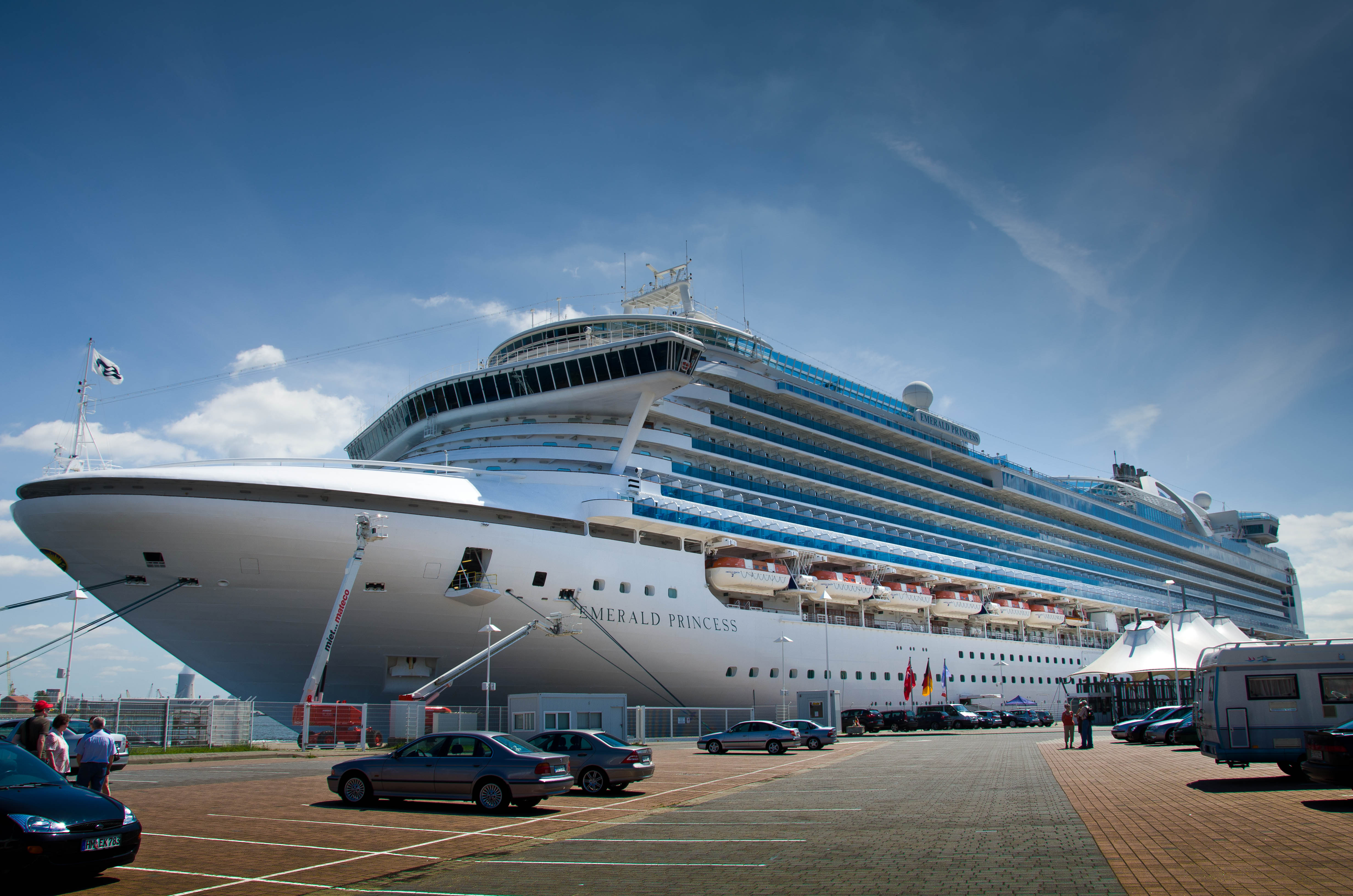
Az „Emerald Princess”
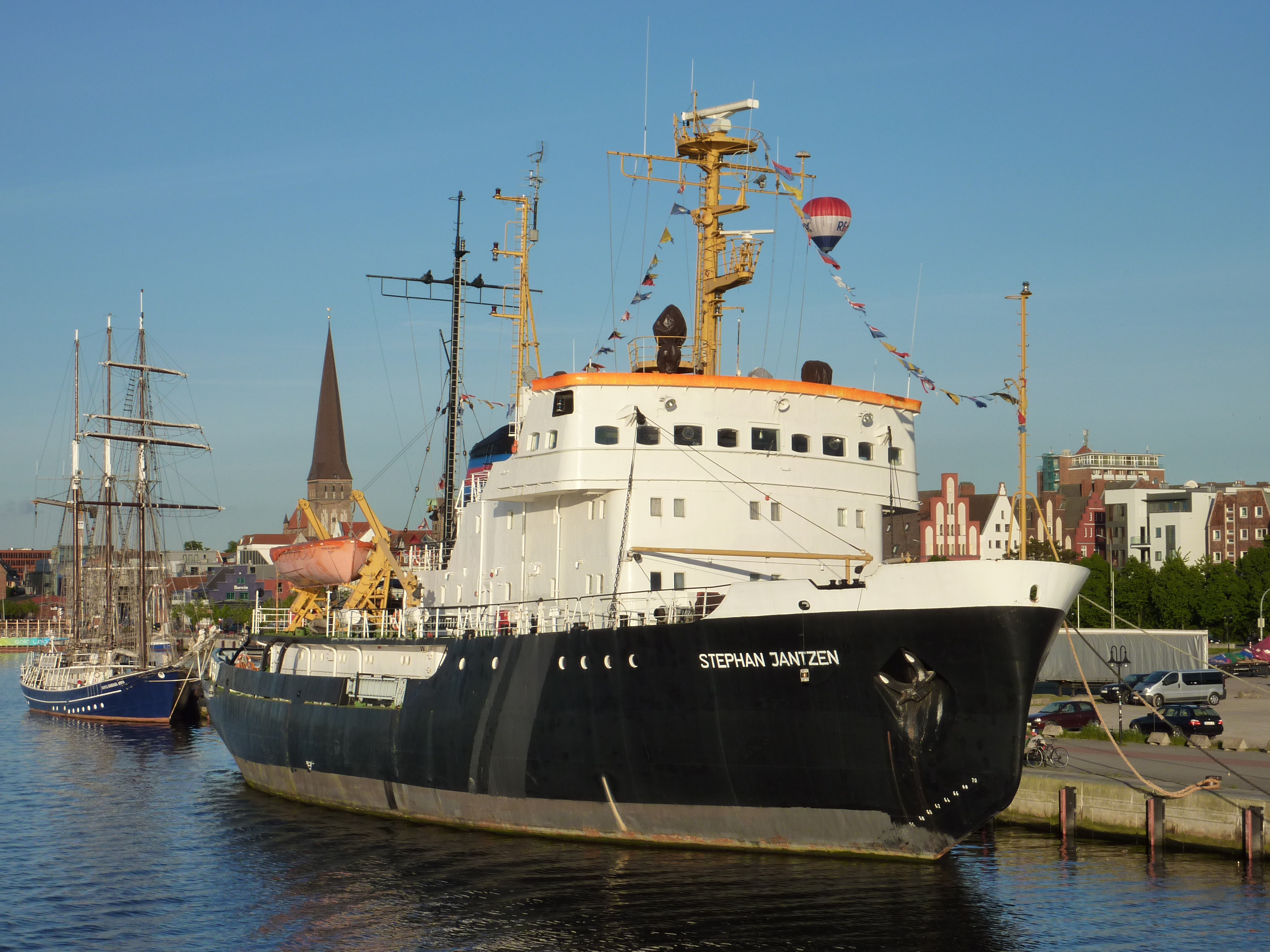
Az Óváros északról
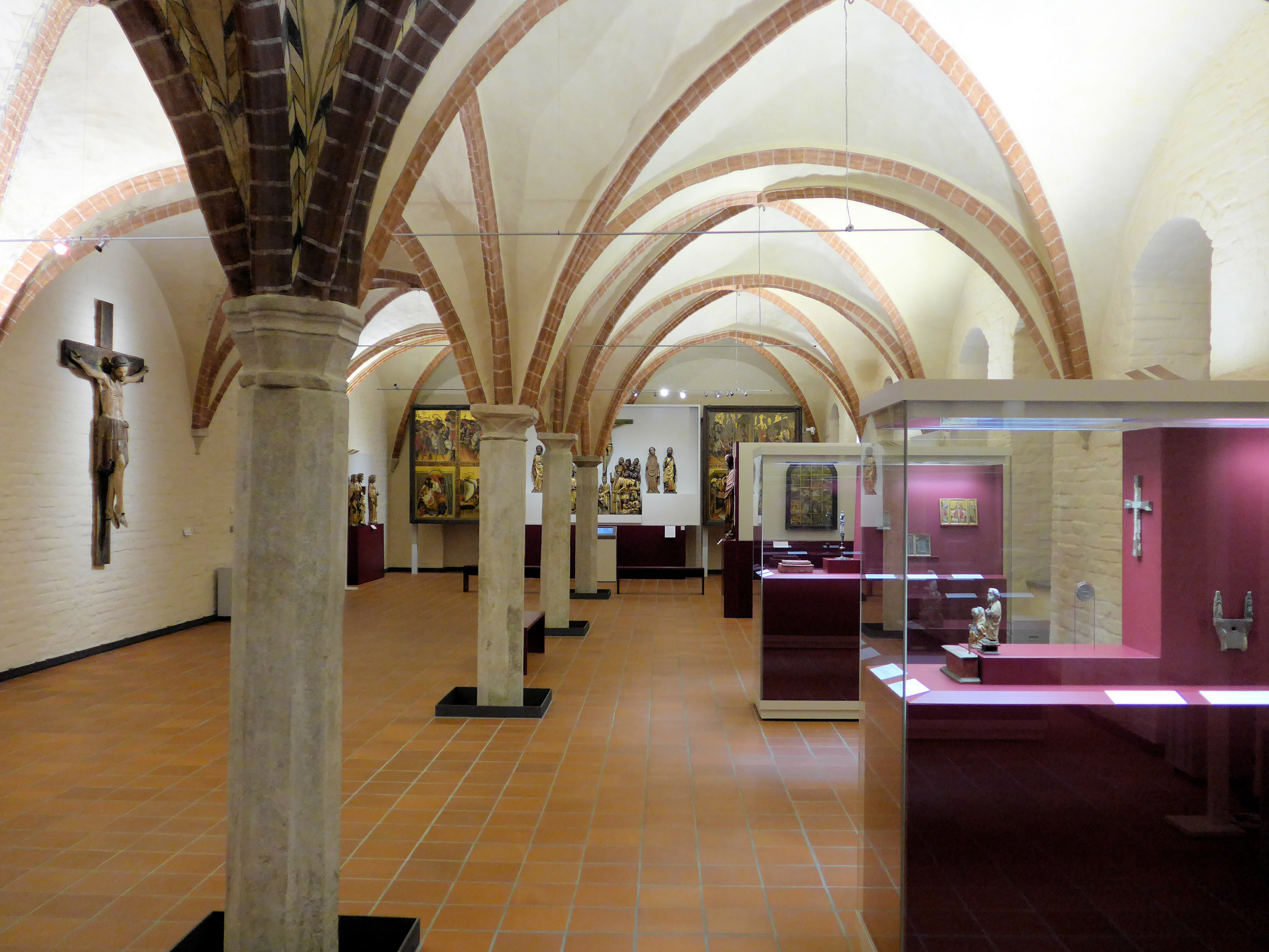
Kolostorbelső
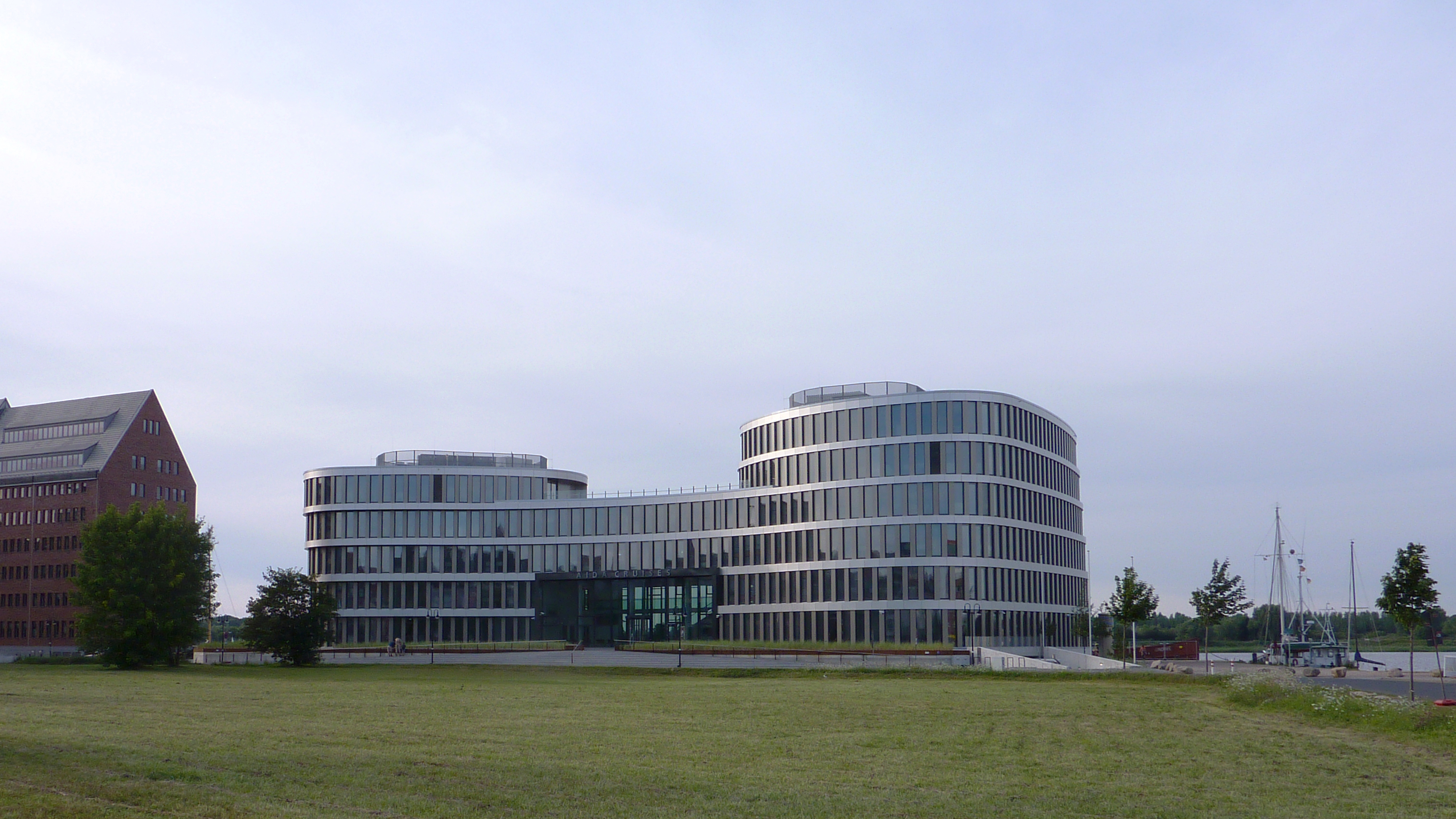
Az AIDA-székház
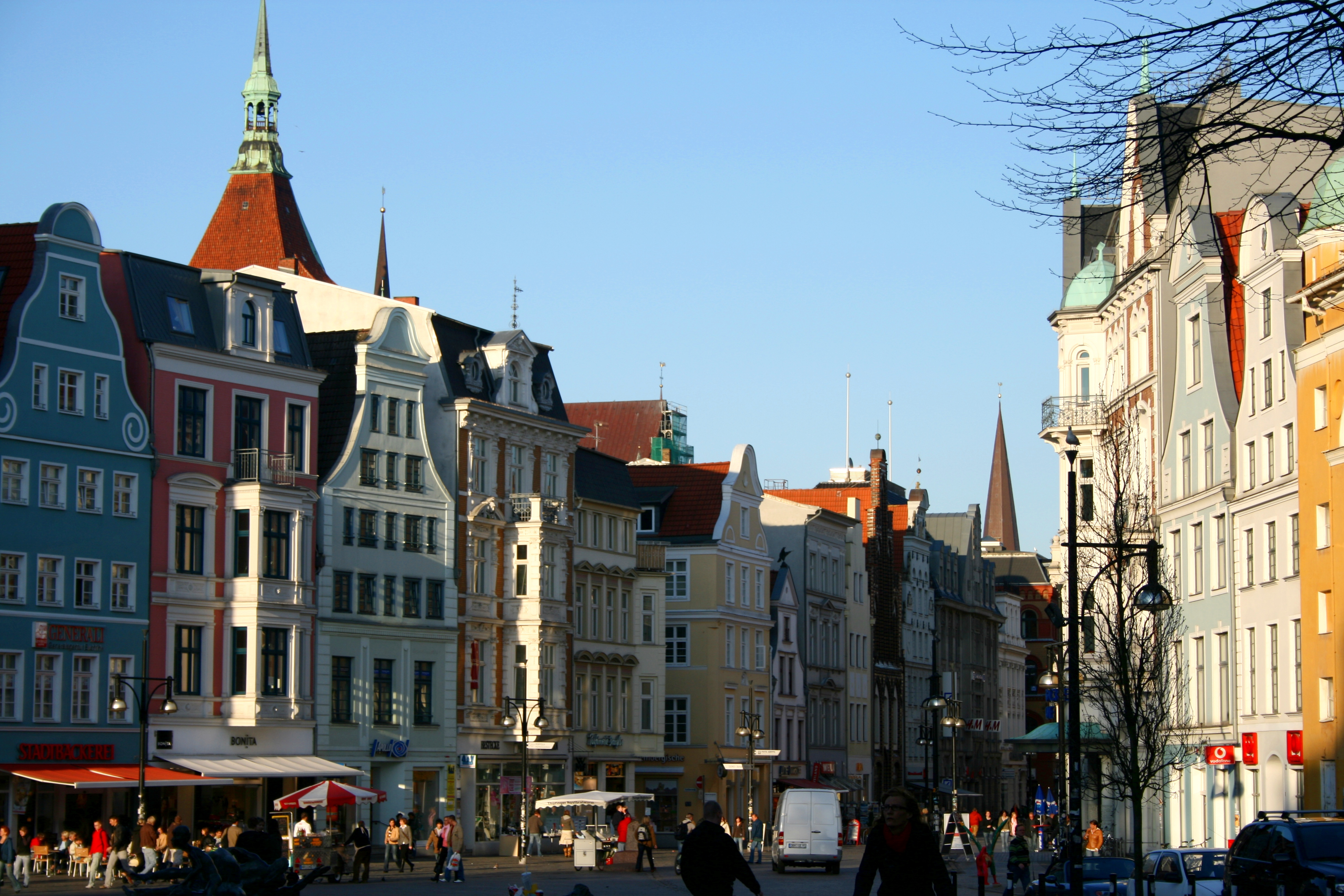
A Kröpelini utca
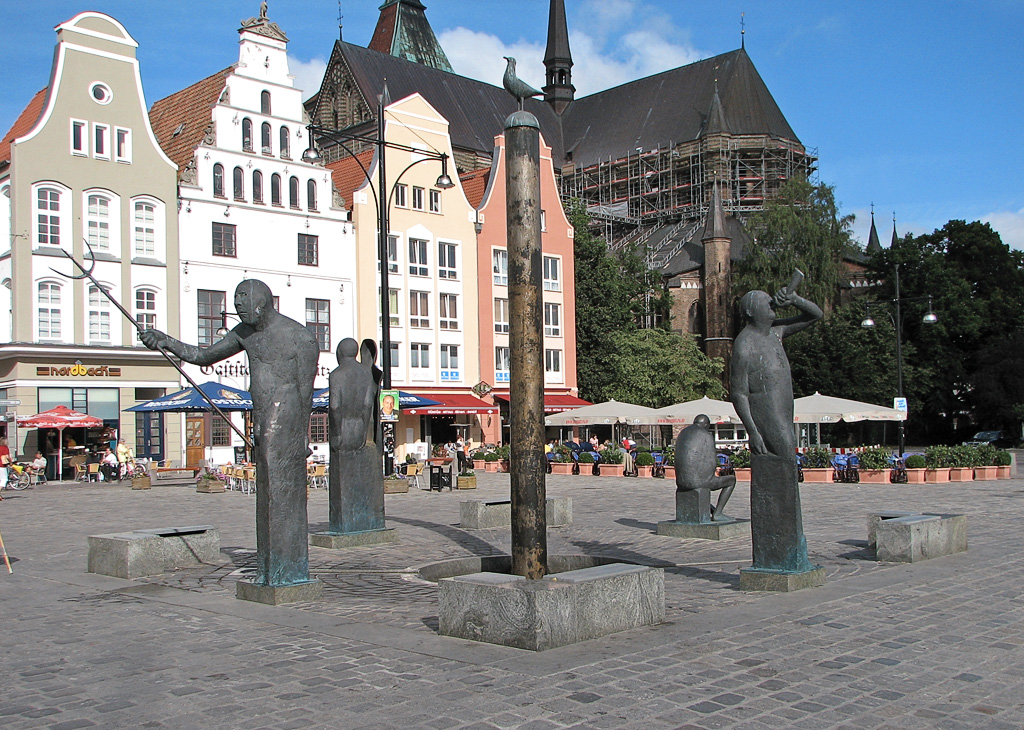
Szökőkút a piactéren
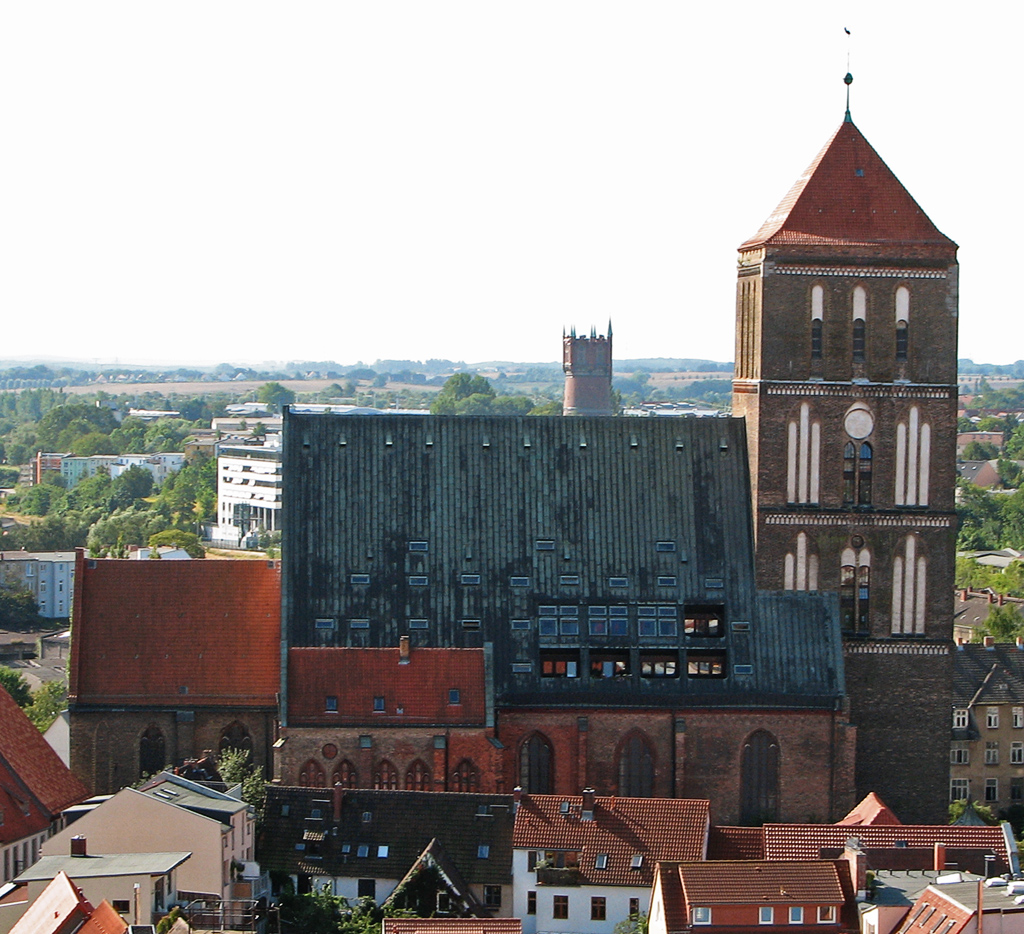
A Nikolaikirche
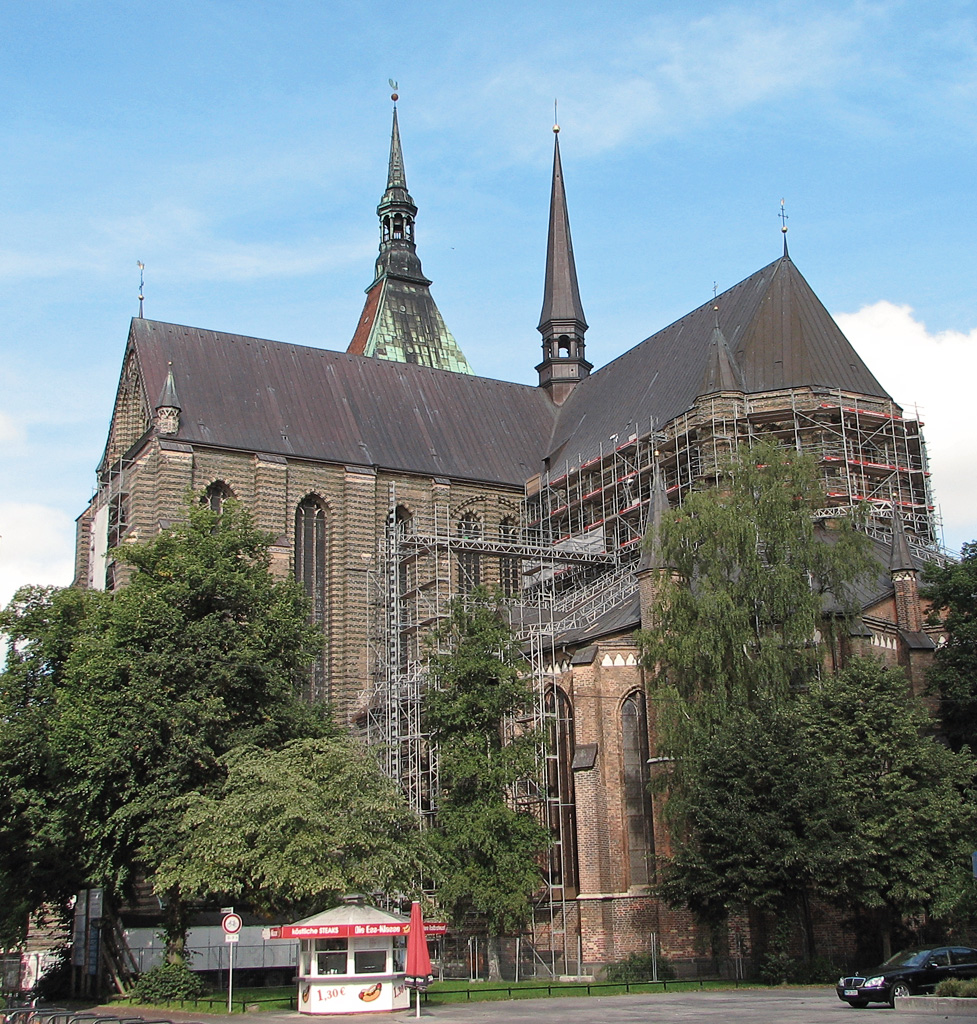
A Marienkirche
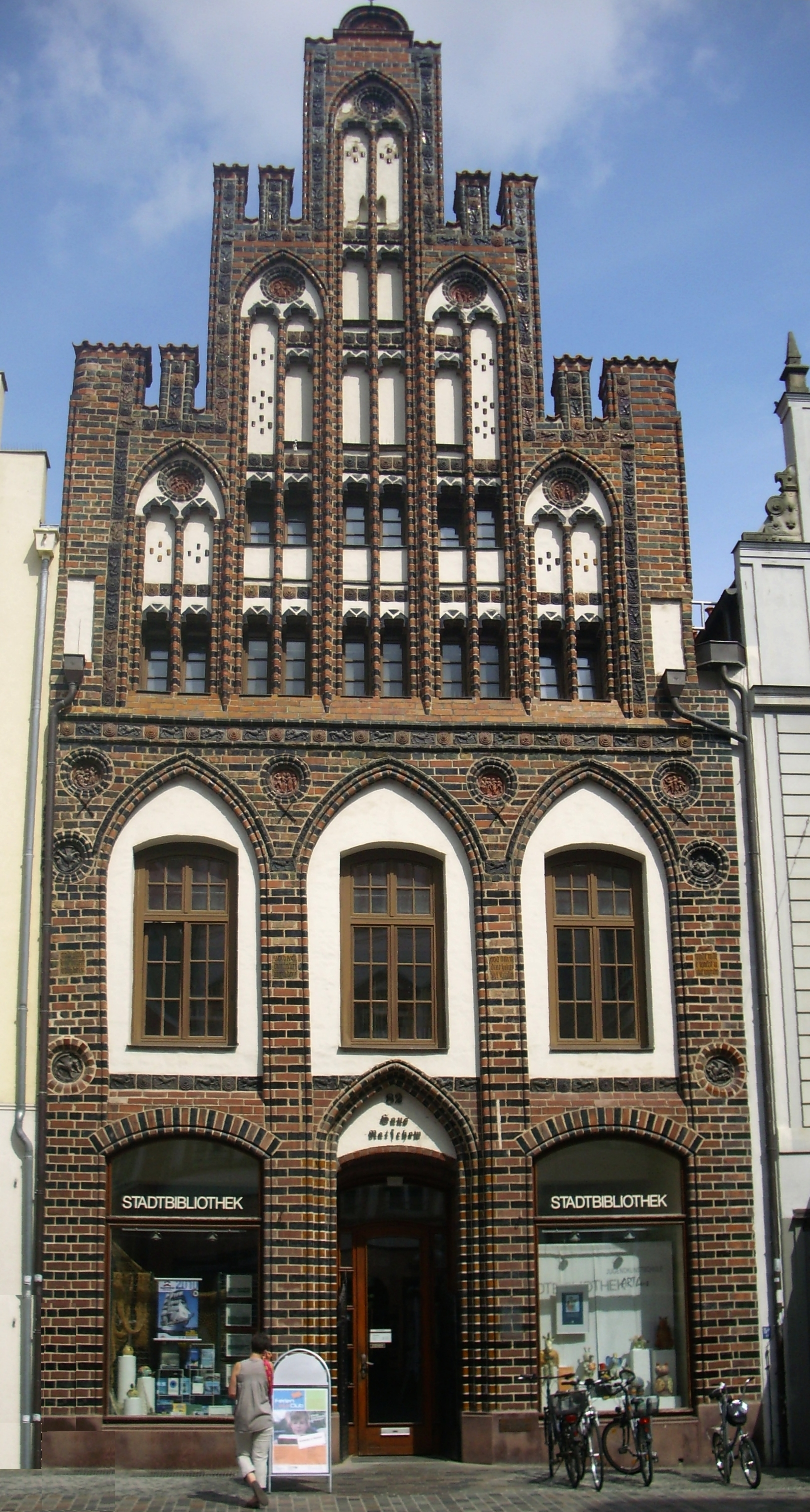
A városi könyvtár
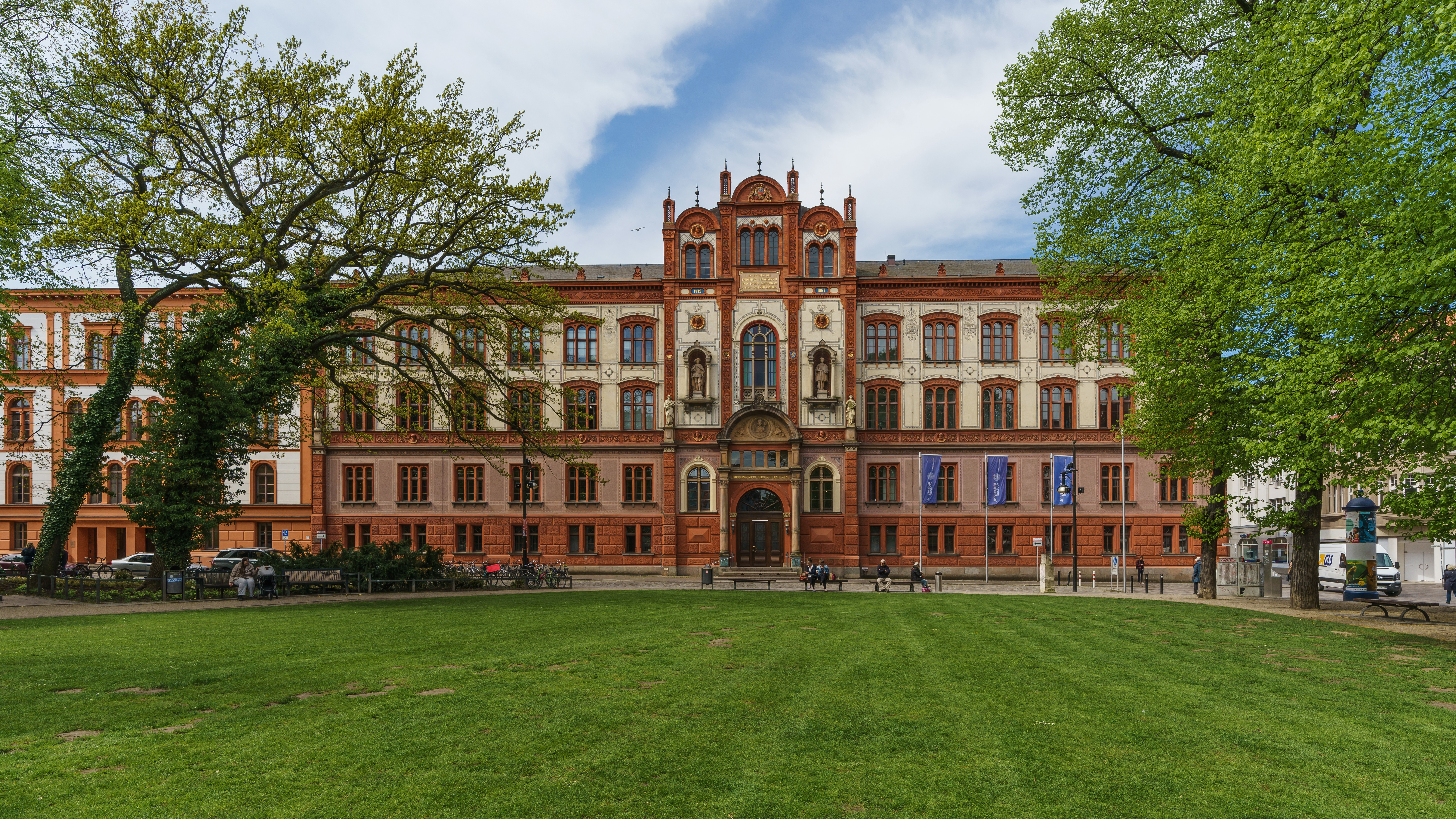
Az egyetem főépülete
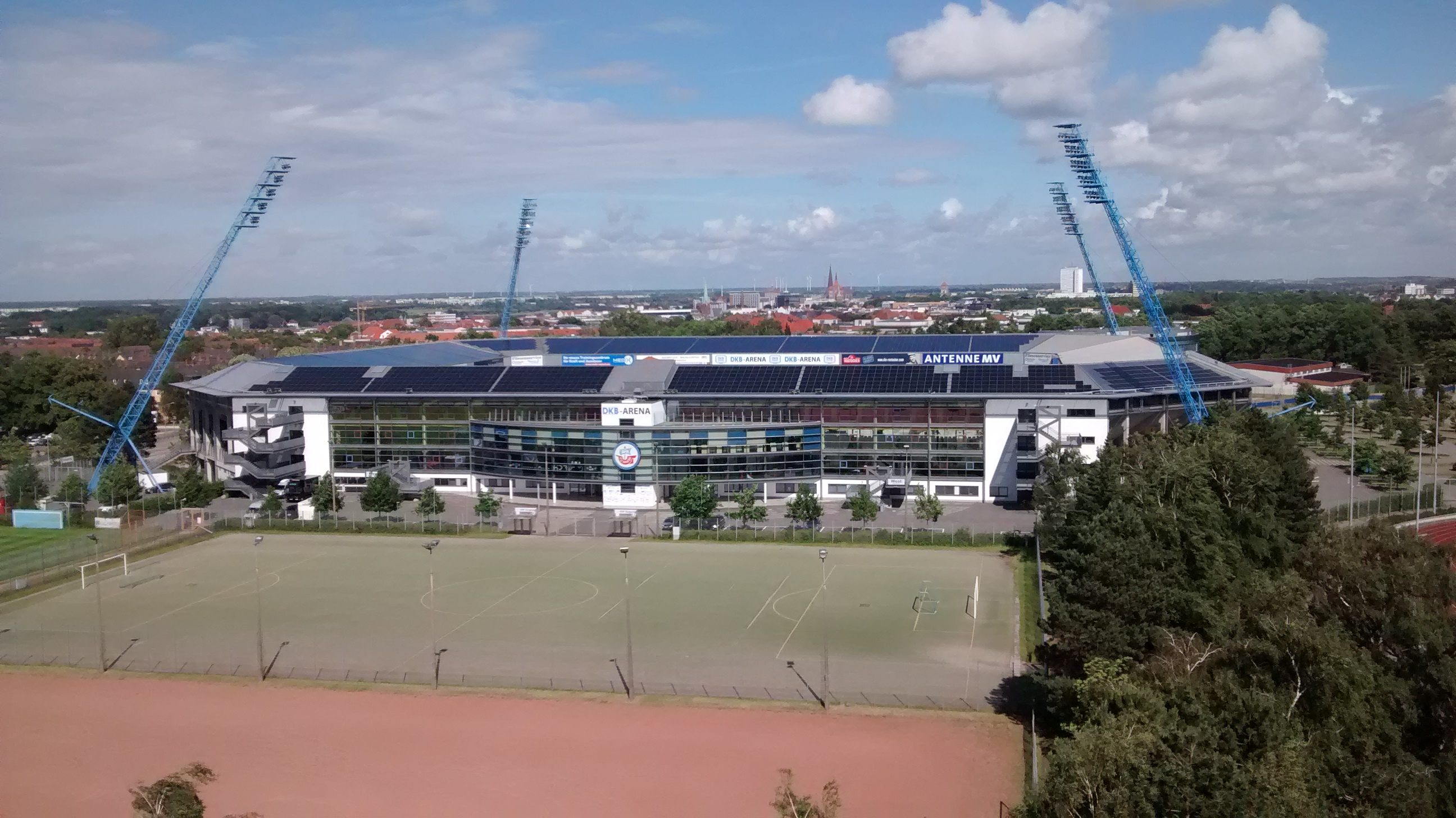
Az Ostsee Stadion
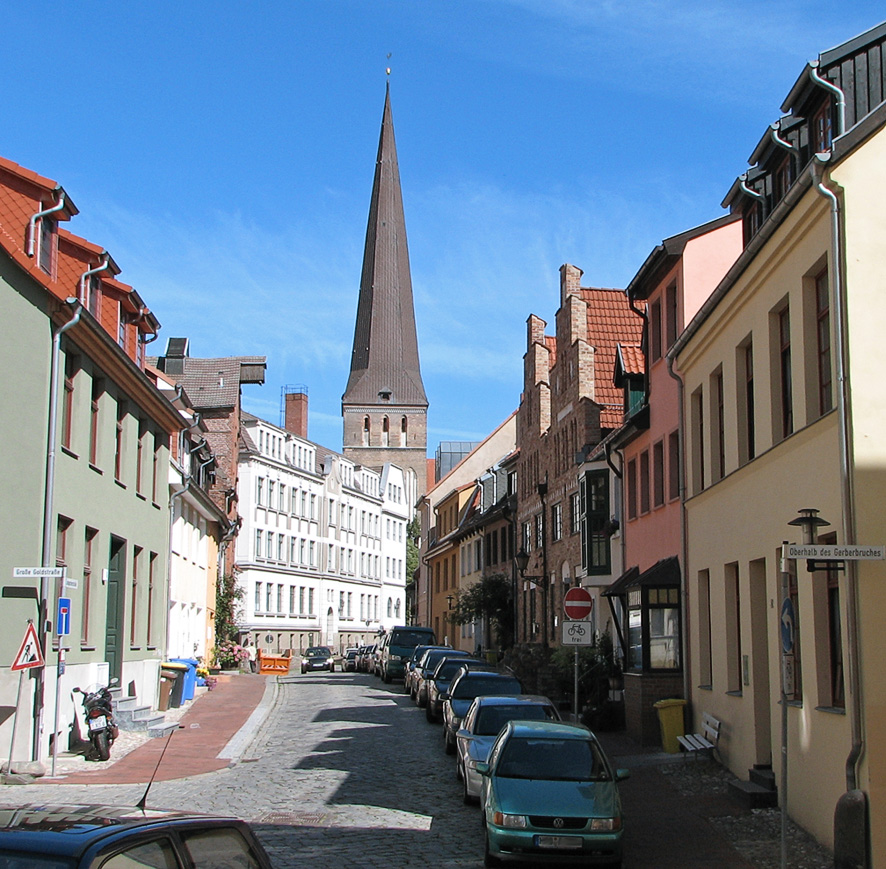
A Petrikirche
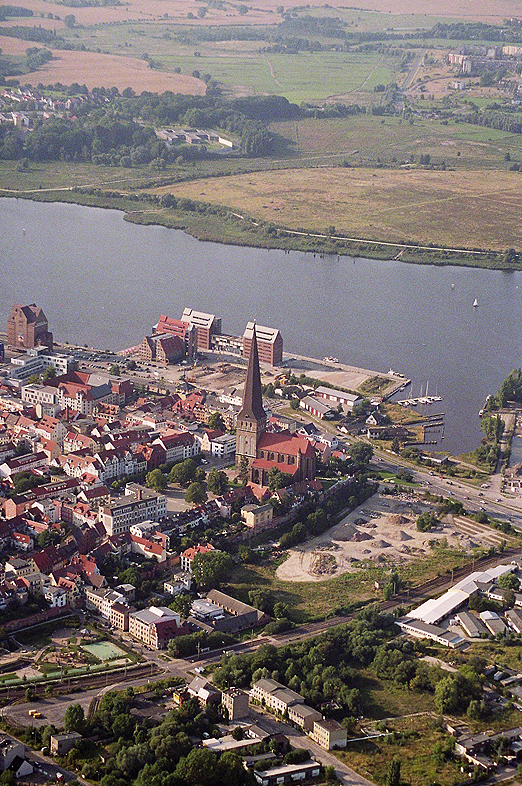
A város madártávlatból

## Testvérvárosok
(nem teljes lista)
- Szczecin (Lengyelország) (1957)
- Turku (Finnország) (1959)
- Dunkerque (Franciaország) (1960)
- Riga (Lettország) (1961)
- Antwerpen (Belgium) (1963)
- Aarhus (Dánia) (1964)
- Göteborg (Svédország) (1965)
- Bergen (Norvégia) (1965)
- Várna (Bulgária) (1966)
- Fiume (Horvátország) (1966/1974-2002 )[7]
- Bréma (Németország) (1987)
- Talien (Kína) (1988)
- Raleigh (Észak-Karolina) (USA) (2001)